# Odontaster pearsei
Odontaster pearsei är en sjöstjärneart som beskrevs av Janosik och Halanych 20. Odontaster pearsei ingår i släktet Odontaster och familjen Odontasteridae. Inga underarter finns listade i Catalogue of Life.